# 小山日记
《小山日记》，是陈翔 (漫画家)的漫画，1994年在《画书大王》推出，于1996年由中国连环画出版社结集出版第1-3集。故事主要讲述主人公发明家小山由于几次的推销失败就到森林里居住，在去森林的途中遇到了沙仁和黄豆兄弟，然后小山用智力机器做出了管家小兔，但在一次小山离家去城里途中，小兔用智力机器把动物都变有智力...陈翔的作品则先后在《卡通王》和《超速风暴》出现过。